# Morro Leste
O Morro Leste é uma elevação de São Tomé e Príncipe, localizada a sensivelmente a Leste da ilha do Príncipe. Esta formação geológica eleva-se a 183 metros acima do nível do mar. Encontra-se nas proximidades do Pico Mencorne e da Praia de Cabinda.